# Federazione Italiana Giuoco Calcio
Federazione Italiana Giuoco Calcio (FIGC) – ogólnokrajowy związek sportowy działający na terenie Włoch, posiadający osobowość prawną, będący jedynym prawnym reprezentantem włoskiej piłki nożnej (jedenastoosobowej, halowej, plażowej zarówno mężczyzn, jak i kobiet we wszystkich kategoriach wiekowych) w kraju i za granicą.
Założony 26 marca 1898 r. jako Federazione Italiana del Football (F.I.F.), pod obecną nazwą od 8 sierpnia 1909 roku. Od roku 1905 członek FIFA, a od 1955 członek UEFA (jako jeden z założycieli europejskiej federacji). Od 2007 r. prezydentem federacji jest Giancarlo Abete.

## Kluby – założyciele
- Genoa Cricket and Football Club
- Football Club Torinese
- Internazionale Torino
- Ginnastica Torino
- Unione Pro Sport Alessandria

## Najważniejsze sukcesy
- Mistrzostwo świata: 4 razy (1934, 1938, 1982, 2006)
- Mistrzostwo Europy: 2 razy (1968, 2021)